# Black Water (2007)
Black Water ist ein australischer Tierhorrorfilm aus dem Jahr 2007 mit Regie und Drehbuch von David Nerlich und Andrew Traucki. Bei denkbar beschränkter und sparsamer Ausgestaltung von Zeit, Raum und Handlung wird die Belagerung dreier Ausflügler durch ein (oder vielleicht mehrere) Krokodile und ihr Kampf ums Überleben gezeigt. Der Low-Budget-Horrorfilm spielt fast ausschließlich in einer nicht besonders hohen Baumkrone einer Mangrove in den Sümpfen Australiens.

## Handlung
„The Saltwater Crocodile population in Northern Australia is expanding. So is the human population.“

Die Schwestern Grace und Lee sowie Graces Freund Adam sind in Nordaustraliens Sumpfgebieten unterwegs. Nach dem Besuch einer Krokodilfarm gehen sie bei bestem Wetter mit dem Einheimischen Jim auf einen gemütlichen Angelausflug in die Wildnis.
Durch einen gewaltigen Aufschlag unter der Wasseroberfläche kentert das Motorboot. Grace und Adam retten sich sogleich durch das hüft- oder halstiefe Wasser in eine Baumkrone, Lee findet auf dem Rumpf des gekenterten Bootes in Sichtweite Zuflucht. Jim treibt leblos im Wasser.
Gemeinsam versuchen sie vergeblich, das Boot mit einem Seil zu sich zu bewegen, das sich in dem für die Blicke undurchdringlichen Wasser und Morast verhakt hat. Lee kommt trotzdem zu ihnen. Grace versucht einen Weg über die Bäume zu finden, entdeckt dabei aber nur ein im Brackwasser treibendes menschliches Ohr. Von leisem Plätschern hin und wieder abgesehen ist alles still. Adam hat seine Brille verloren, das Handy versagt und Hilfe ist nicht zu erwarten. Nach einigen Stunden kommen Zweifel auf, ob überhaupt noch Krokodile im Wasser sind. Dementsprechend watet Adam hinüber und versucht, das Boot aufzurichten. Plötzlich wird er jedoch von einem Krokodil gepackt und in Stücke gerissen.
Bei einer weiteren Kletteraktion von Grace in großer Höhe springt das Riesentier in voller Länge aus dem Wasser und schnappt nach ihr, wodurch der tonnenschwere Fleischfresser zum ersten Mal für Bruchteile einer Sekunde sichtbar ist. Danach herrscht im Sumpfidyll wieder unheimliche Stille und sie müssen in dem brüchigen Geäst schlafen. Am nächsten Tag treibt der aufgedunsene Adam kopfüber an. Bei einem Gewitter in der darauffolgenden pechschwarzen Nacht hört man, wie das Krokodil ihn nur wenige Meter unter ihnen knirschend verspeist. Am Tage wagen sie sich unter Aufbietung ihrer verbliebenen Kräfte zum Boot. Die Echse taucht vor den beiden auf, blickt sie an, und jagt sie dann in ihren Baum zurück. Grace wird schwer verletzt. Ein weit entfernt fahrendes Sumpfboot verschwindet trotz Hilferufen wieder. Die Lage scheint aussichtslos.
Lee schwimmt hinüber und lässt die ausgezehrte Grace schlafen. Am Boot greift das Krokodil an, und als das Reptil sie wegzerrt, wird sie ohnmächtig. Einige Zeit später wacht sie irgendwo im Schlamm auf. Neben Schürfwunden und einigen Bissverletzungen scheint nur ein Finger gebrochen, den sie notdürftig schient. Neben ihr liegt der männliche Torso von Jim. Sie findet daran seinen Revolver, zerlegt und reinigt ihn zitternd und spült die Kugeln, wobei unklar ist, ob er jemals wieder funktionieren wird. Lee versucht das hungrige Biest mit Jims rechtem Arm zu ködern. Bei dem finalen Duell, bei dem schon ihr ganzer Arm im Rachen des Krokodils steckt, löst sich aus der Waffe tatsächlich ein Schuss. Sie blicken sich in die Augen, und das sterbende Tier geht unter.
Sie geht Grace holen, die nicht mehr bei Bewusstsein ist – oder aber tot – und paddelt mit ihr in Todesangst heimwärts.

## Entstehung und Stilmittel
Der Film basiert laut Vorspann auf wahren Ereignissen, was jedoch nicht dokumentiert ist. Ebenso wird im Vorspann von The Reef, ein weiterer Film von Andrew Traucki, eingeblendet, dass es sich um wahre Ereignisse handle, was aber auch nicht bewiesen ist.
Die IMDb führt die Regisseure David Nerlich und Andrew Traucki als Visual Effects Creator bzw. Visual Effects Producer auf. Dr. Adam Britton wird im Nachspann als Zoologe und Crocodilian Specialist genannt, Charlie Manolis als Chief Scientist des Wildlife Managements, Nik Robinson als Crocodile Wrangler.
Gedreht wurde überwiegend am Georges River im Süden von Sydney.
Andrew Traucki legte dem Magazin Fangoria dar, wie ein „großes, böses, männliches 15-Fuß-Krokodil namens Stumpy“ (≈ 4,6 Meter) bereits eine Kamera zwischen den Zähnen hatte, die den Vorfall allerdings unbeschadet überstanden hat, und verschiedene weitere Zwischenfälle, wie die Flucht vor einem 12-Fuß-Tier („glücklicherweise an Land“) und die Arbeit im Wasser mit einem Exemplar von 14 Fuß („glücklicherweise betäubt“). Dem Einsatz echter Tiere im Vergleich zur CGI wurde offenbar besonderer Wert beigemessen: „From the start, we knew we wanted to use real crocs […] If your croc doesn’t rock, there goes the ball game“. Er wollte den Film „roh und echt“ („raw and real“).
The Australian gegenüber bezog er sich auf ein Theorem Stephen Kings aus Danse Macabre über das Zeigen und Verbergen von Schrecken.
Das Leistenkrokodil steht auf der Roten Liste gefährdeter Arten 2007 der IUCN.

## Veröffentlichung und Fortsetzung
Black Water wurde erstmals auf dem Cannes Film Market am 21. Mai 2007 gezeigt. Der Film lief im Programm des Fantasy Filmfests 2007. In der Bundesrepublik Deutschland erschien der Film am 24. Oktober 2007 auf DVD. Einem Filmbudget von rund 700.000 $ standen weltweite Einnahmen von 1,27 Mio. $ entgegen.
Im Jahr 2020 erschien mit Black Water: Abyss eine Fortsetzung zum Film. Die Regie übernahm erneut Andrew Traucki, während Luke Mitchell und Jessica McNamee zwei der Hauptrollen übernahmen.

## Kritiken
Der Film erhielt ein überwiegend positives Presseecho. So erfasst der US-amerikanische Aggregator Rotten Tomatoes 79 % wohlwollende Kritiken und ordnet den Film als „Frisch“ ein. Verschiedentlich wurde der Film mit Open Water oder Long Weekend verglichen.

„Der auf ein spärliches Szenario beschränkte, äußerst spannende Tier-Horrorfilm verlässt sich ganz auf die beängstigende Wirkung der realen Echsen. Ein effektvoller Spannungsfilm […] mit […] psychologische[r] Grundierung“

„Killerreptilienfilme schlüpfen derzeit wieder in rascher Folge […] sieht wesentlich teurer aus […] eine Todesrolle von einem Film“

„Die schwindende Darstellerriege macht einen bombig naturalistischen Job […] die Autoren/Regisseure stellen die Natur als etwas wundersames und zugleich tödliches dar.“

„Kurz, scharf und erfrischend fies […] Krokoholiker, die noch Hunger haben, sollten sich noch […] Rogue einverleiben, der ähnlich angelegt ist, aber bedeutend mehr Geld hinter der Kamera hat.“

„keine Teenies dabei“

„Traucki und Nerlich hauen wirklich die Zähne in die Formel […] ein wasserdichtes Drehbuch“

„es fehlt letztlich etwas der Biss.“

„ich finde: nicht gut, nicht unterhaltend, wie das Gekreische und Geheul in TCM-Tradition; mehr ein trauervolles Wehklagen ohne Unterlass. Zugegeben, vielleicht realistischer […] das sind einfach nur große wilde Viecher, die essen wollen wie wir alle. Vielleicht an der Zeit, dass mal jemand einen Horrorfilm aus Sicht des Tieres dreht“

„man hofft die ganze Zeit, sie würden gefressen […] gegen Ende des Films liegen die Sympathien schon sehr beim Krokodil“

Beim Melbourne Underground Film Festival 2007 wurde John Biggins ausgezeichnet für die Best Cinematography, David Nerlich und Andrew Traucki erhielten den Preis als Best Director.